# Saint-Senoux
Saint-Senoux é uma comuna francesa na região administrativa da Bretanha, no departamento Ille-et-Vilaine. Estende-se por uma área de 18,18 km². Em 2010 a comuna tinha 1 890 habitantes (densidade: 104 hab./km²).